# وشتربیف
وشتربیف (به لاتین: Vesturbyggð) یک منطقهٔ مسکونی در ایسلند است که در وست‌فیردیر واقع شده‌است. وشتربیف ۱٬۳۳۹ کیلومتر مربع مساحت و ۱٬۰۱۰ نفر جمعیت دارد.